# Black Sands
Black Sands (Originaltitel: Svörtu Sandar) ist eine isländische Krimiserie, die am 25. Dezember 2021 ihre Premiere feierte. Die Serie wurde von Aldís Amah Hamilton, Ragnar Jónsson, Baldvin Zophoníasson und Andri Óttarsson entwickelt und von der Produktionsfirma Glassriver im Auftrag des isländischen Senders Stöð 2 produziert.

## Inhalt
Die Serie folgt der Polizistin Aníta, die gezwungen ist, Reykjavík zu verlassen und in ihre Heimatstadt zurückzukehren, die für ihre markanten schwarzen Sandstrände bekannt ist. Dort wird der Tod eines Touristen zunächst als Unfall eingestuft, entwickelt sich jedoch schnell zu Anítas erstem Fall. Während ihrer Ermittlungen wird sie mit ihrer eigenen dunklen Vergangenheit konfrontiert und entdeckt Hinweise auf einen Serienmörder, der seit Jahren Morde als Unfälle tarnt.

## Besetzung und Synchronisation
Die deutsche Synchronisation entstand bei der A. R. Audio Resort Germany GmbH in Berlin, unter der Dialogregie von Sebastian Liebich, sowie nach einem Dialogbuch von Holger Güttersberger und Karen Schulz-Vobach.
| Schauspieler                   | Rolle               | Deutsche Sprecher |
| ------------------------------ | ------------------- | ----------------- |
| Aldís Amah Hamilton            | Aníta Elínardóttir  | Jannika Jira      |
| Þór Tulinius                   | Ragnar              | Stefan Bergel     |
| Steinunn Ólína Þorsteinsdóttir | Elín                | Katja Schmitz     |
| Ævar Þór Benediktsson          | Gústi               | Sebastian Liebich |
| Pálmi Gestsson                 | Davíð/Samómon Vater |                   |
| Kolbeinn Arnbjörnsson          | Salómon Túlinius    | Ulrich Blöcher    |
| Lára Jóhanna Jónsdóttir        | Fríða Melsteð       | Alma Maja Ernst   |
| Aron Már Ólafsson              | Tómas               | Florens Schmidt   |
| Vigfus P. Gunnarsson           | Baldu               | Robin Marienfeld  |

## Produktion
Black Sands wurde von der Produktionsfirma Glassriver für den isländischen Sender Stöð 2 produziert. Die Drehbücher zur Serie stammen von Aldís Amah Hamilton, Ragnar Jónsson, Baldvin Zophoníasson und Andri Óttarsson. Als Executive Producer fungierten Samuel Bruyneel, Jan De Clercq, Melissa Dhondt, Heidar Mar Gudjonsson, Arnbjörg Hafliðadóttir und Birna Hjaltalín Pálmadóttir.
Die Serie von besteht aus acht Episoden mit einer Laufzeit von jeweils etwa 50 Minuten. In Deutschland erfolgte die Online-Premiere am 26. April 2024 auf MagentaTV+.

## Episodenliste
| Nr. (ges.) | Nr. (St.) | Deutscher Titel             | Originaltitel              | Erstausstrahlung Island | Deutschsprachige Erstveröffentlichung (D/A/CH) |
| ---------- | --------- | --------------------------- | -------------------------- | ----------------------- | ---------------------------------------------- |
| 1          | 1         | Schwarzer Strand            | Black Beach                | 25. Dez. 2021           | 26. Apr. 2024                                  |
| 2          | 2         | Die Reise ist das Schicksal | The Journey is the Destiny | 26. Dez. 2021           | 26. Apr. 2024                                  |
| 3          | 3         | Schlaflosigkeit             | Insomnia                   | 2. Jan. 2022            | 26. Apr. 2024                                  |
| 4          | 4         | Du bist nicht hier          | You’re Not Here            | 9. Jan. 2022            | 26. Apr. 2024                                  |
| 5          | 5         | Salz in den Wunden          | Salt in the Wounds         | 16. Jan. 2022           | 26. Apr. 2024                                  |
| 6          | 6         | Der Vorhang fällt           | The Curtain Comes Down     | 23. Jan. 2022           | 26. Apr. 2024                                  |
| 7          | 7         | Ein kleiner blonder Junge   | A Little Blond Boy         | 30. Jan. 2022           | 26. Apr. 2024                                  |
| 8          | 8         | Eine Nacht der Liebenden    | A Lovers Night             | 6. Feb. 2022            | 26. Apr. 2024                                  |